# 무선 배치
무선 배치(random assignment, random placement, 무선화 배정, 무작위 할당)은 실험에서 인간 참가자나 동물 피험자를 실험의 다른 그룹(예: 치료 그룹 대 대조 그룹)에 난수 생성기나 동전 던지기와 같은 무작위 절차를 사용하여 무작위화 방식으로 할당하는 실험 기법이다. 이는 각 참가자나 피험자가 어떤 그룹에든 배정될 동등한 기회를 가짐을 보장한다. 참가자의 무선 배치는 실험 초기에 그룹 간 및 그룹 내의 차이가 체계적이지 않음을 보장하는 데 도움이 된다. 따라서 실험 종료 시 기록된 그룹 간의 차이는 실험 절차나 치료에 더 확실하게 귀인될 수 있다.
무선 배치, 블라인딩, 그리고 제어는 교락을 통해 결과가 허위이거나 기만적이지 않도록 보장하는 데 도움이 되므로 실험계획법의 핵심 측면이다. 이 때문에 무작위 대조 시험은 임상 연구에서, 특히 이중 맹검 및 위약 대조가 가능한 연구에서 매우 중요하다.
수학적으로는 무작위화, 유사 무작위화, 그리고 준 무작위화 사이, 그리고 난수 생성기와 유사난수 사이에는 구별이 있다. 이러한 차이가 임상시험과 같은 실험에서 얼마나 중요한지는 시험 설계 및 통계적 엄격성의 문제이며, 이는 증거 등급에 영향을 미친다. 유사 또는 준 무작위화로 수행된 연구는 일반적으로 진정한 무작위화로 수행된 연구와 거의 동일한 가중치를 부여받지만, 약간 더 주의 깊게 검토된다.

## 무선 배치의 이점
참가자들이 무선으로 배정되지 않은 실험을 상상해 보자. 아마도 처음 도착한 10명은 실험 그룹에 배정되고, 마지막 10명은 통제 그룹에 배정될 것이다. 실험 종료 시 실험자는 실험 그룹과 통제 그룹 간의 차이를 발견하고 이러한 차이가 실험 절차의 결과라고 주장한다. 그러나 이는 참가자들의 다른 기존 속성, 예를 들어 일찍 도착한 사람들과 늦게 도착한 사람들 간의 차이 때문일 수도 있다.
실험자가 대신 동전 던지기를 사용하여 참가자를 무작위로 배정한다고 상상해 보자. 동전이 앞면으로 나오면 참가자는 실험 그룹에 배정된다. 동전이 뒷면으로 나오면 참가자는 통제 그룹에 배정된다. 실험 종료 시 실험자는 실험 그룹과 통제 그룹 간의 차이를 발견한다. 각 참가자가 어떤 그룹에든 배정될 동등한 기회를 가졌기 때문에, 그 차이가 참가자의 다른 기존 속성, 예를 들어 제시간에 도착한 사람들과 늦게 도착한 사람들 간의 차이에 기인할 가능성은 낮다.

## 잠재적 문제
무선 배치는 그룹이 일치하거나 동등하다는 것을 보장하지 않는다. 그룹은 여전히 우연에 의해 어떤 기존 속성에서 다를 수 있다. 무선 배치를 사용해도 이러한 가능성을 제거할 수는 없지만, 크게 줄여준다.
이러한 동일한 아이디어를 통계적으로 표현하자면, 무선으로 배정된 그룹을 평균과 비교할 때, 비록 동일한 그룹에서 배정되었음에도 불구하고 차이가 발견될 수 있다. 무선으로 배정된 그룹에 통계적 유의성 검정을 적용하여 표본 평균 간의 차이를 동일한 모집단 평균(즉, 차이의 모집단 평균 = 0)과 같다는 귀무 가설에 대해 검정할 때, 확률 분포를 고려할 때 귀무 가설은 때때로 "기각"될 것이다. 즉, 통계적으로 동일한 모집단에서 온 것이 아니라고 결론 내릴 만큼 검정된 변수에 대해 그룹이 충분히 다를 것이다. 이는 절차적으로는 동일한 전체 그룹에서 배정되었음에도 불구하고 말이다. 예를 들어, 무선 배치를 사용하면 한 그룹에 파란 눈을 가진 20명과 갈색 눈을 가진 5명이 배정될 수 있다. 이는 무선 배정에서는 드문 일이지만 발생할 수 있으며, 발생할 경우 실험 가설의 인과 요인에 약간의 의심을 더할 수 있다.

## 무선 표집
무선 표집은 관련성이 있지만 별개의 과정이다. 무선 표집은 더 큰 모집단을 대표하는 방식으로 참가자를 모집하는 것이다. 대부분의 기본적인 통계 검정이 독립적으로 무작위 표집된 모집단이라는 가설을 요구하기 때문에, 무선 배치는 원하는 배정 방법이다. 이는 하나 이상의 변수에서만 일치시키는 것과는 대조적으로 표본 구성원의 모든 속성에 대한 제어를 제공하며, 동등성 사전 점검과 추론 통계를 사용한 사후 치료 결과 평가 모두에 대해 관심 있는 특성에 대한 그룹 동등성 가능성을 추정하는 수학적 근거를 제공한다. 더 고급 통계 모델링은 추론을 표집 방법에 맞게 조정하는 데 사용될 수 있다.

## 역사
무작위화는 찰스 S. 퍼스의 "과학 논리의 예시"(1877–1878)와 "가능성 추론 이론"(1883)의 통계적 추론 이론에서 강조되었다. 퍼스는 무게 지각에 대한 퍼스-자스트로 실험에서 무작위화를 적용했다.
찰스 S. 퍼스는 자원자들을 블라인드, 반복 측정 설계에 무작위로 배정하여 무게를 구별하는 능력을 평가했다.
퍼스의 실험은 심리학 및 교육 분야의 다른 연구자들에게 영감을 주었으며, 1800년대에 실험실에서 무작위 실험 연구 전통과 전문 교과서를 발전시켰다.
예지 네이만은 표본 조사(1934)와 실험(1923)에서 무작위화를 옹호했다. 로널드 피셔는 그의 실험 설계에 관한 저서(1935)에서 무작위화를 옹호했다.

## 같이 보기
- 실험설계법
- 사전 동등성